# Monczynci (obwód chmielnicki)
Monczynci (ukr. Мончинці) – wieś na Ukrainie, w obwodzie chmielnickim, w rejonie chmielnickim, w hromadzie Krasiłów. W 2001 liczyła 329 mieszkańców, spośród których 323 wskazało jako ojczysty język ukraiński, a 6 rosyjski.